# باسيل كلارك
باسيل كلارك (26 سبتمبر 1885 في الهند - 4 مايو 1940 في المملكة المتحدة) (بالإنجليزية: Basil Clarke)‏ هو لاعب كريكت بريطاني وبريطاني (وحمل سابقاً جنسية المملكة المتحدة لبريطانيا العظمى وأيرلندا). لعب مع نادي مقاطعة غلوستر للكريكت ‏ وH. D. G. Leveson Gower ‏ ونادي مقاطعة ليسترشاير للكريكت ‏ وBritish Army cricket team ‏.